# OS X Mavericks
OS X 10.9 Mavericks (dall'omonimo spot californiano) è la decima versione del sistema operativo OS X sviluppato da Apple. Il software è stato presentato il 10 giugno 2013 durante il WWDC 2013 ed è stato distribuito il 22 ottobre, sotto forma di aggiornamento gratuito dall'App Store. È stato il primo sistema operativo Apple il cui aggiornamento è stato offerto gratuitamente agli utenti e anche per questo motivo è stato installato dal 51% degli utenti nel primo anno (fonte WWDC del 2 giugno 2014).
L'ultima versione disponibile al pubblico è la 10.9.5.

## Novità

### Nome
Il nome in codice non è più quello di un grosso felino (come nel caso delle versioni precedenti del sistema) ma di una zona della California. Nella fattispecie Mavericks, si tratta di uno spot (in gergo, un sito in cui è possibile fare surf) al largo della costa nord della California, approssimativamente a 3 km dal porto di Pillar Point, nella Contea di San Mateo, a nord della Half Moon Bay nel villaggio di Princeton-by-the-Sea.

### Finder
Il Finder è stato ampiamente rivisitato e adesso le finestre sono organizzate in tab, similmente a quanto accade con i moderni browser come Firefox, Safari e Chrome. Adesso è possibile anche assegnare più tag a ogni file per poter essere facilmente indicizzato. Dalla barra laterale infatti si possono cercare tutti i file con un determinato tag, dovunque si trovino localizzati.

### Display multipli
Con Mavericks è possibile gestire con semplicità schermi multipli ed è inoltre possibile utilizzare un televisore connesso a una Apple TV come terzo schermo.

### Ottimizzazioni
L'attività della CPU è stata ottimizzata grazie all'introduzione di timer coalescing che raggruppa le operazioni di basso livello in modo da lasciare la CPU più spesso a livelli di consumo energetico più bassi. Altre tecnologie sono state aggiunte quali compressed memory che ottimizza l'utilizzo della memoria RAM e velocizza il riavvio dalla modalità stand-by o App Nap che permette di ridurre l'utilizzo della CPU ad applicazioni non visibili a schermo, riducendo quindi il consumo energetico.

### iCloud Keychain
Il portachiavi di OS X, che permette di ricordare password e nomi utente, si aggiorna salvando i dati nel proprio spazio virtuale su iCloud con una cifratura AES a 256 bit, standard industriale.
aes

### Mappe
In Mavericks una nuova applicazione Mappe, sulla falsariga di quella presente su iOS, permette la ricerca e la visualizzazione di luoghi geografici e fornisce indicazioni stradali. L'integrazione con OS X permette, inoltre, di inviare ad iPhone un tragitto e ottenere le indicazioni stradali sul dispositivo mobile.

### iBooks
La nota applicazione per la lettura dei libri su iPhone e iPad è ora implementata nel sistema operativo dei computer Apple. Con essa si possono comodamente leggere tutti i titoli scaricabili attualmente dall'iBooks Store e i libri di testo (Textbooks) creati appositamente per lo studio scolastico. In iBooks per Mac, grazie ad iCloud, sono sincronizzati tutti i libri già acquistati e quindi scaricati sui dispositivi mobili Apple.

### Calendario
L'applicazione calendario ha perso lo stile scheumorfico, in particolare la barra superiore in simil pelle. Lo stesso Craig Federighi durante la presentazione ha ironicamente affermato che: 
(Craig Federighi)

## Novità minori

### Dettatura Vocale (offline)
Ora è possibile attivare il sistema di dettatura vocale in modalità offline al fine di poter utilizzare questo servizio senza necessità di essere collegati in rete (in questo caso sarà necessario il download del pacchetto nazionale da 785 MB).

## Requisiti minimi di sistema
| Memoria (RAM)                | 2 GB            |
| Spazio libero su disco fisso | 8 GB            |
| Sistema operativo            | Mac OS X 10.6.8 |

### Dispositivi supportati
- iMac (Metà 2007 e successivi)
- MacBook (13″ Alluminio, Late 2008), (13 pollici, inizio 2009 e successivi)
- MacBook Pro (13 pollici, metà 2009 e successivi), (15 pollici, Metà\Fine 2007 e successivi)
- MacBook Air (fine 2008 e successivi)
- Mac mini (inizio 2009 e successivi)
- Mac Pro (inizio 2008 e successivi)
- Xserve (inizio 2009)

## Versioni
| Build   | Data di distribuzione | Descrizione                         |
| ------- | --------------------- | ----------------------------------- |
| 13A476u | 10 giugno 2013        | Developer Preview 1                 |
| 13A497d | 24 giugno 2013        | Developer Preview 2                 |
| 13A510d | 8 luglio 2013         | Developer Preview 3                 |
| 13A524d | 22 luglio 2013        | Developer Preview 4                 |
| 13A538g | 7 agosto 2013         | Developer Preview 5                 |
| 13A558  | 21 agosto 2013        | Developer Preview 6                 |
| 13A569  | 3 settembre 2013      | Developer Preview 7                 |
| 13A584  | 16 settembre 2013     | Developer Preview 8                 |
| 13A598  | 3 ottobre 2013        | Golden Master                       |
| 13A603  | 22 ottobre 2013       | Release definitiva su Mac App Store |
| 13B42   | 16 dicembre 2013      | 10.9.1                              |
| 13C62   | 25 febbraio 2014      | 10.9.2                              |
| 13D65   | 15 maggio 2014        | 10.9.3                              |
| 13E65   | 30 giugno 2014        | 10.9.4                              |
| 13F34   | 17 settembre 2014     | 10.9.5                              |